# Zdeněk Mašek
Zdeněk Mašek (26. července 1913 Orlová – 6. října 1987 Ostrava) byl český horník a protinacistický odbojář.

## Život

### Před druhou světovou válkou
Zdeněk Mašek se narodil 26. července 1913 v Orlové v rodině vodárenského mistra. Vychodil čtyři třídy měšťanské školy a vyučil se obchodním příručím. Po vyučení pracoval mezi lety 1930 a 1933 ve Slavkově u Brna, poté nastoupil prezenční vojenskou službu. Tu ukončil v roce 1935, poté byl do roku 1937 nezaměstnaný, poté získal práci jako noční hlídač v Ostravě. V únoru 1939 nastoupil do Dolu Terezie (od roku 1946 Důl Petr Bezruč), kde pracoval až do svého odchodu do důchodu v roce 1963.

### Druhá světová válka
Po německé okupaci v březnu 1939 vstoupil Zdeněk Mašek do protinacistického odboje. Byl členem skupiny pod vedením K. Kořínka, která převáděla československé občany do Polska, kde chtěli vstoupit do zahraničních jednotek a bojovat proti Němcům. Letce do Ostravy posílala jiná skupina, jejímž členem byl Zdeňkův bratr Jaroslav Mašek, rovněž armádní letec. Mezi převedené patřil mj. Josef Šnajdr. Odbojová skupina nebyla gestapem nikdy odhalena.

### Po druhé světové válce
Zdeněk Matoušek žil až do své smrti 6. října 1987 ve Slezské Ostravě.